# Campeonato Europeo de Remo de 1900
El VIII Campeonato Europeo de Remo se celebró en París (Francia) en 1900 bajo la organización de la Federación Internacional de Sociedades de Remo (FISA).
En total se disputaron cinco pruebas diferentes, todas ellas en la categoría masculina.

## Resultados

### Masculino
| Evento                 | Oro | Plata                                                                                     | Bronce                                               |
| ---------------------- | --- | ----------------------------------------------------------------------------------------- | ---------------------------------------------------- |
| Scull individual M1X   | Louis Prével Francia | Edmond Delaet · Bélgica                                                                   | Luigi Gerli Italia                                   |
| Doble scull M2X        | Carlos Deltour Antoine Védrenne Francia | Prosper Bruggeman · Charles Boone · Bélgica                                               | Alsacia y Lorena                                     |
| Dos con timonel M2+    | Lucien Martinet René Waleff NC (t) Francia | Marcel Van Crombrugge · Oscar De Somville · Alfred Van Landeghem (t) · Bélgica            | Paolo Diana Giuseppe Nacci Clemente Sbisà (t) Italia |
| Cuatro con timonel M4+ | Marcel Van Crombrugge · Maurice Hemelsoet · Prosper Bruggeman · Oscar De Somville · Alfred Van Landeghem (t) · Bélgica                                                                       | Paolo Diana Giuseppe Nacci Gaetano Caccavallo Vittorio Narducci Clemente Sbisà (t) Italia | —                                                    |
| Ocho con timonel M8+   | Marcel Van Crombrugge · Maurice Hemelsoet · Oscar De Cock · Maurice Verdonck · Prosper Bruggeman · Oscar De Somville · Frank Odberg · Jules De Bisschop · Alfred Van Landeghem (t) · Bélgica | Francia                                                                                   | —                                                    |

## Medallero
| Núm. | País             | Oro | Plata | Bronce | Total |
| ---- | ---------------- | --- | ----- | ------ | ----- |
| 1    | Francia          | 3   | 1     | 0      | 4     |
| 2    | Bélgica          | 2   | 3     | 0      | 5     |
| 3    | Italia           | 0   | 1     | 2      | 3     |
| 4    | Alsacia y Lorena | 0   | 0     | 1      | 1     |
|      | TOTAL            | 5   | 5     | 3      | 13    |